# François Joseph Fuchs
François-Joseph Fuchs, né le 7 février 1921 à Kœtzingue et mort le 4 septembre 2012 à Strasbourg, est un archiviste et historien médiéviste français.

## Biographie
François-Joseph Fuchs naît le 7 février 1921 à Kœtzingue, dans le Haut-Rhin. Il fait ses études au collège de Zillisheim puis au lycée de Mulhouse avant d’obtenir le poste d’auxiliaire aux Archives de Strasbourg en mars 1942. À cette époque, l’Alsace a été annexée de fait par le Troisième Reich : ses habitants sont considérés par le régime comme des citoyens allemands et donc soumis aux mêmes obligations. François-Joseph Fuchs se trouve donc contraint d’entrer dans le Reichsarbeitsdienst en octobre 1942, puis est enrôlé de force dans la Wehrmacht en janvier 1943. Ayant déserté avec d’autres Alsaciens presque dès son arrivée en Sicile, il est fait prisonnier par les Britanniques et envoyé dans un camp aux États-Unis. Ayant pu s’engager dans les Forces françaises libres en août 1944, il est envoyé en Algérie jusqu’à la fin de la guerre.
Il reprend son poste aux Archives de Strasbourg en décembre 1945, puis en devient directeur lorsque Philippe Dollinger prend sa retraite en 1974. L’année suivante, François-Joseph Fuchs, qui a repris ses études à l’université de Strasbourg après la guerre, obtient le doctorat d’histoire. Il devient également en parallèle président de la Société des amis de la cathédrale de Strasbourg et est nommé en 1976 chevalier des Arts et des Lettres. Il renonce à ses mandats associatifs en 1995, meurt à Strasbourg le 4 septembre 2012 et est inhumé au cimetière Saint-Urbain.

## Activité archivistique
Dans un rapport envoyé en 1964 à la Direction des Archives de France, le directeur des Archives départementales du Bas-Rhin, François Himly, ne tarit pas d’éloges sur les compétences archivistiques de François-Joseph Fuchs : « Ce fonctionnaire parfait, dont la modestie, la serviabilité et la compétence atteignent un niveau exceptionnellement élevé, accomplit à lui seul le travail qu’effectuent aux Archives du Bas-Rhin trois personnes différentes [...] il a notamment réalisé, dans des délais extrêmement brefs une série d’inventaires très détaillés, munis de tables excellentes qui peuvent servir de modèle à n’importe lequel de ses égaux et de ses supérieurs. ».
De fait, il publie entre 1952 et 1908 huit inventaires couvrant les séries I à IX, à l’exception de la série III. S’y ajoutent de nombreux régestes, notamment sur l’Œuvre Notre-Dame et Gutenberg. Ce dernier est également l’objet d’un catalogue d’exposition, de même qu’Érasme ; le XVIe siècle fait par ailleurs l’objet d’autres expositions, par exemple sur l’Humanisme ou la relation entre Strasbourg et Zurich.